# Saint-Pardoux-le-Neuf (Creuse)
Pour la commune homonyme de la Corrèze, voir Saint-Pardoux-le-Neuf (Corrèze).
Saint-Pardoux-le-Neuf est une commune française située dans le département de la Creuse, en région Nouvelle-Aquitaine.

## Géographie

### Généralités
Dans la moitié sud du département de la Creuse, la commune de Saint-Pardoux-le-Neuf s'étend sur 7,51 km2. Incluse dans l'aire urbaine d'Aubusson, elle est baignée par la Rozeille et son affluent le ruisseau de Peyrat.
L'altitude minimale 498 mètres se trouve localisée à l'ouest, près du lieu-dit Briffoullière, là où la Rozeille quitte la commune et entre sur celle de Moutier-Rozeille. L'altitude maximale avec 646 mètres est située à l'extrême nord-est, près du lieu-dit les Vergnes, au niveau de la route départementale (RD) 941, en limite de la commune de Saint-Alpinien.
Traversé par les RD 80 et 80A1, le bourg de Saint-Pardoux-le-Neuf est situé, en distances orthodromiques, six kilomètres au sud-est d'Aubusson. La mairie est isolée le long de la RD 80, à 350 mètres au nord-est de l'église.
Le territoire communal est également desservi par les RD 18, 19 et 80A2.
Un tronçon commun aux sentiers de grande randonnée GR 4 et GR 46 traverse le territoire communal sur environ quatre kilomètres, passant à proximité de la mairie.

### Communes limitrophes

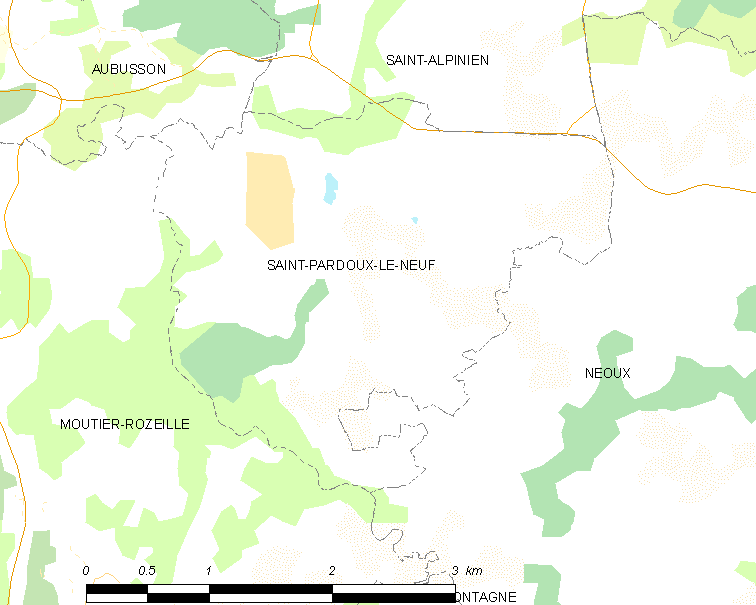
Carte de Saint-Pardoux-le-Neuf et des communes avoisinantes.

Saint-Pardoux-le-Neuf est limitrophe de quatre autres communes.
| Aubusson         | Saint-Alpinien        |       |
| Moutier-Rozeille | Saint-Pardoux-le-Neuf | Néoux |
|                  |                       |       |

### Climat
Pour des articles plus généraux, voir Climat de la Nouvelle-Aquitaine et Climat de la Creuse.
Historiquement, la commune est exposée à un climat montagnard.  
En 2020, Météo-France publie une typologie des climats de la France métropolitaine dans laquelle la commune est exposée à un climat de montagne et est dans la région climatique  Ouest et nord-ouest du Massif Central, caractérisée par une pluviométrie annuelle de 900 à 1 500 mm, maximale en automne et en hiver.
Pour la période 1971-2000, la température annuelle moyenne est de 9,9 °C, avec  une amplitude thermique annuelle de 14,7 °C. Le cumul annuel moyen de précipitations est de 1 024 mm, avec 12,5 jours de précipitations en janvier et 7,9 jours en juillet. Pour la période 1991-2020, la température moyenne annuelle observée sur la station météorologique la plus proche, située sur la commune de Néoux à 3 km à vol d'oiseau, est de 10,2 °C et le cumul annuel moyen de précipitations est de 977,8 mm,. Pour l'avenir, les paramètres climatiques de la commune estimés pour 2050 selon différents scénarios d’émission de gaz à effet de serre sont consultables sur un site dédié publié par Météo-France en novembre 2022.

## Urbanisme

### Typologie
Au 1er janvier 2024, Saint-Pardoux-le-Neuf est catégorisée commune rurale à habitat très dispersé, selon la nouvelle grille communale de densité à 7 niveaux définie par l'Insee en 2022.
Elle est située hors unité urbaine. Par ailleurs la commune fait partie de l'aire d'attraction d'Aubusson, dont elle est une commune de la couronne,. Cette aire, qui regroupe 34 communes, est catégorisée dans les aires de moins de 50 000 habitants,.

### Occupation des sols
L'occupation des sols de la commune, telle qu'elle ressort de la base de données européenne d’occupation biophysique des sols Corine Land Cover (CLC), est marquée par l'importance des territoires agricoles (82,3 % en 2018), une proportion identique à celle de 1990 (82,3 %). La répartition détaillée en 2018 est la suivante : 
prairies (68,9 %), forêts (14,2 %), zones agricoles hétérogènes (13,4 %), zones urbanisées (3,5 %). L'évolution de l’occupation des sols de la commune et de ses infrastructures peut être observée sur les différentes représentations cartographiques du territoire : la carte de Cassini (XVIIIe siècle), la carte d'état-major (1820-1866) et les cartes ou photos aériennes de l'IGN pour la période actuelle (1950 à aujourd'hui).

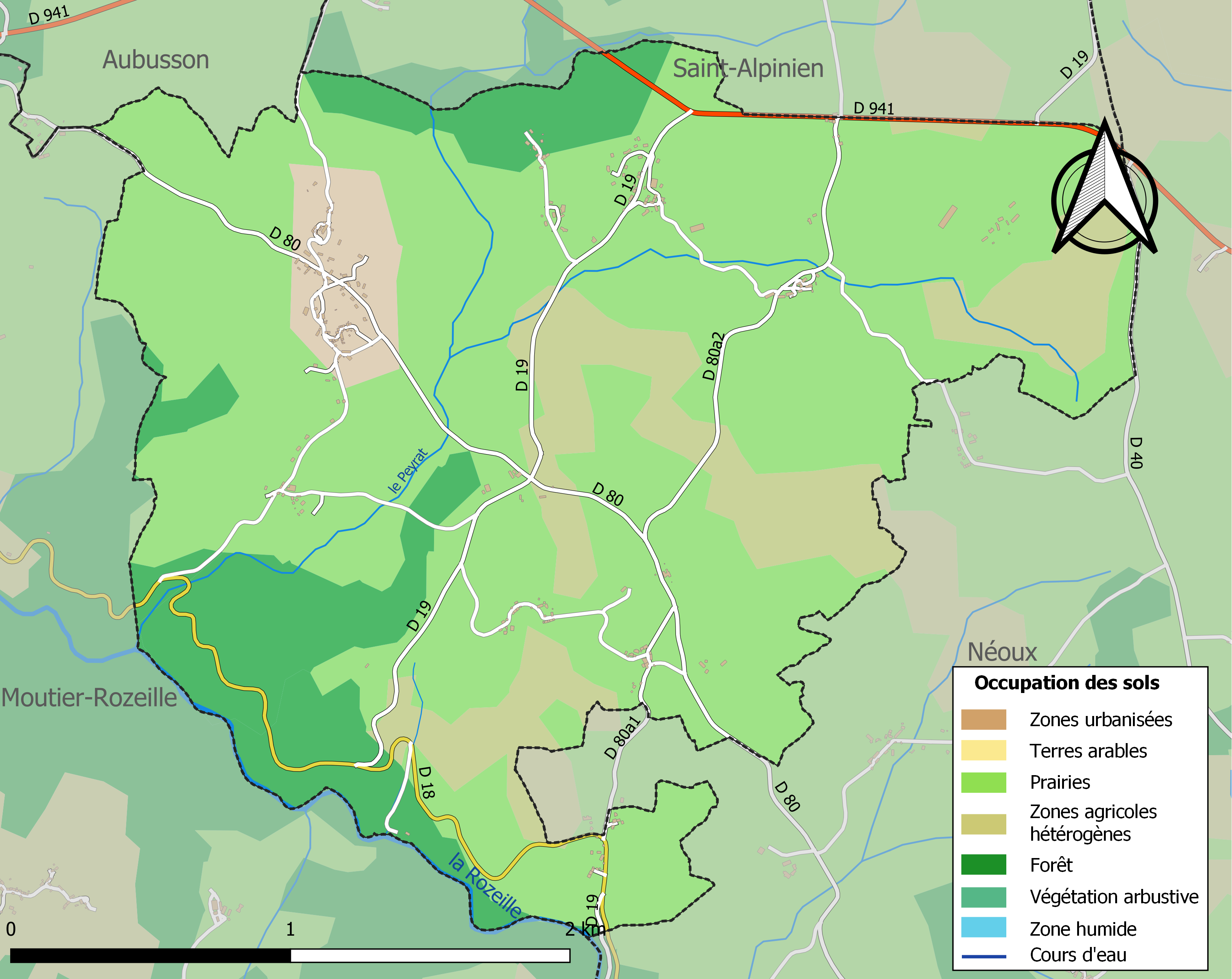
Carte des infrastructures et de l'occupation des sols de la commune en 2018 (CLC).

### Transport routier
- Réseau TransCreuse

### Risques majeurs
Le territoire de la commune de Saint-Pardoux-le-Neuf est vulnérable à différents aléas naturels : météorologiques (tempête, orage, neige, grand froid, canicule ou sécheresse) et séisme (sismicité faible). Il est également exposé à un risque technologique, la rupture d'un barrage, et à un risque particulier : le risque de radon. Un site publié par le BRGM permet d'évaluer simplement et rapidement les risques d'un bien localisé soit par son adresse soit par le numéro de sa parcelle.

#### Risques naturels

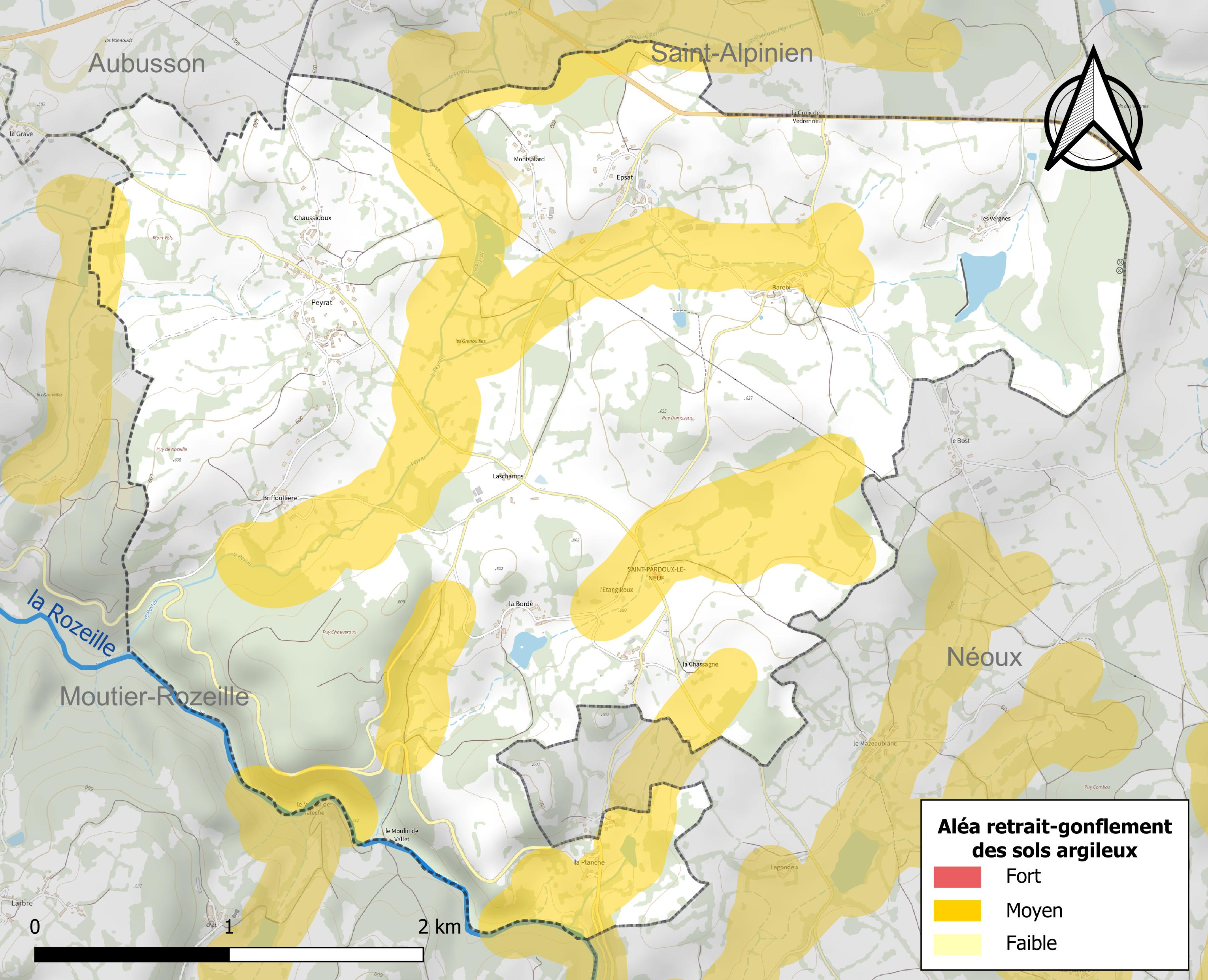
Carte des zones d'aléa retrait-gonflement des sols argileux de Saint-Pardoux-le-Neuf.

Le retrait-gonflement des sols argileux est susceptible d'engendrer des dommages importants aux bâtiments en cas d’alternance de périodes de sécheresse et de pluie. 26,5 % de la superficie communale est en aléa moyen ou fort (33,6 % au niveau départemental et 48,5 % au niveau national). Sur les 125 bâtiments dénombrés sur la commune en 2019, 14 sont en aléa moyen ou fort, soit 11 %, à comparer aux 25 % au niveau départemental et 54 % au niveau national. Une cartographie de l'exposition du territoire national au retrait gonflement des sols argileux est disponible sur le site du BRGM,.
Par ailleurs, afin de mieux appréhender le risque d’affaissement de terrain, l'inventaire national des cavités souterraines permet de localiser celles situées sur la commune.
La commune a été reconnue en état de catastrophe naturelle au titre des dommages causés par les inondations et coulées de boue survenues en 1982, 1999 et 2020. Concernant les mouvements de terrains, la commune a été reconnue en état de catastrophe naturelle au titre des dommages causés par des mouvements de terrain en 1999.

#### Risques technologiques
La commune est en outre située en aval du  barrage de Confolent, un ouvrage sur la Creuse de classe A soumis à PPI, disposant d'une retenue de 4,7 millions de mètres cubes. À ce titre elle est susceptible d’être touchée par l’onde de submersion consécutive à la rupture de cet ouvrage.

#### Risque particulier
Dans plusieurs parties du territoire national, le radon, accumulé dans certains logements ou autres locaux, peut constituer une source significative d’exposition de la population aux rayonnements ionisants. Certaines communes du département sont concernées par le risque radon à un niveau plus ou moins élevé. Selon la classification de 2018, la commune de Saint-Pardoux-le-Neuf est classée en zone 3, à savoir zone à potentiel radon significatif.

## Politique et administration
| Période                                  | Période   | Identité        | Étiquette | Qualité     |
| ---------------------------------------- | --------- | --------------- | --------- | ----------- |
| Les données manquantes sont à compléter. |           |                 |           |             |
|                                          |           |                 |           |             |
| 1810                                     | 1816      | Antoine Bourut  |           |             |
|                                          |           |                 |           |             |
| mars 2001                                | mars 2008 | Gaston Cadro    |           |             |
| mars 2008                                | En cours  | Gérard Aumenier | DVD       | Agriculteur |

## Démographie
L'évolution du nombre d'habitants est connue à travers les recensements de la population effectués dans la commune depuis 1793. Pour les communes de moins de 10 000 habitants, une enquête de recensement portant sur toute la population est réalisée tous les cinq ans, les populations de référence des années intermédiaires étant quant à elles estimées par interpolation ou extrapolation. Pour la commune, le premier recensement exhaustif entrant dans le cadre du nouveau dispositif a été réalisé en 2008.

En 2022, la commune comptait 196 habitants, en évolution de +4,26 % par rapport à 2016 (Creuse : −3,32 %, France hors Mayotte : +2,11 %).
| 1793 | 1800 | 1806 | 1821 | 1831 | 1836 | 1841 | 1846 | 1851 |
| ---- | ---- | ---- | ---- | ---- | ---- | ---- | ---- | ---- |
| 401  | 349  | 470  | 452  | 436  | 445  | 446  | 445  | 445  |

| 1856 | 1861 | 1866 | 1872 | 1876 | 1881 | 1886 | 1891 | 1896 |
| ---- | ---- | ---- | ---- | ---- | ---- | ---- | ---- | ---- |
| 432  | 387  | 383  | 395  | 393  | 363  | 364  | 422  | 431  |

| 1901 | 1906 | 1911 | 1921 | 1926 | 1931 | 1936 | 1946 | 1954 |
| ---- | ---- | ---- | ---- | ---- | ---- | ---- | ---- | ---- |
| 442  | 421  | 423  | 344  | 297  | 277  | 262  | 214  | 179  |

| 1962 | 1968 | 1975 | 1982 | 1990 | 1999 | 2006 | 2008 | 2013 |
| ---- | ---- | ---- | ---- | ---- | ---- | ---- | ---- | ---- |
| 161  | 146  | 153  | 175  | 164  | 165  | 173  | 175  | 182  |

| 2018 | 2022 | - | - | - | - | - | - | - |
| ---- | ---- | - | - | - | - | - | - | - |
| 196  | 196  | - | - | - | - | - | - | - |

## Culture locale et patrimoine

### Lieux et monuments
L'église Saint-Pardoux recèle plusieurs objets inscrits au titre des monuments historiques : un tableau datant de 1666 représentant « la Remise du rosaire à saint Dominique et sainte Catherine de Sienne » ainsi qu'un ensemble  du XVIIIe siècle composé du maître-autel, d'un retable, d'un tableau représentant l'Ascension de Jésus et des statues de saint Blaise et saint Pardoux.

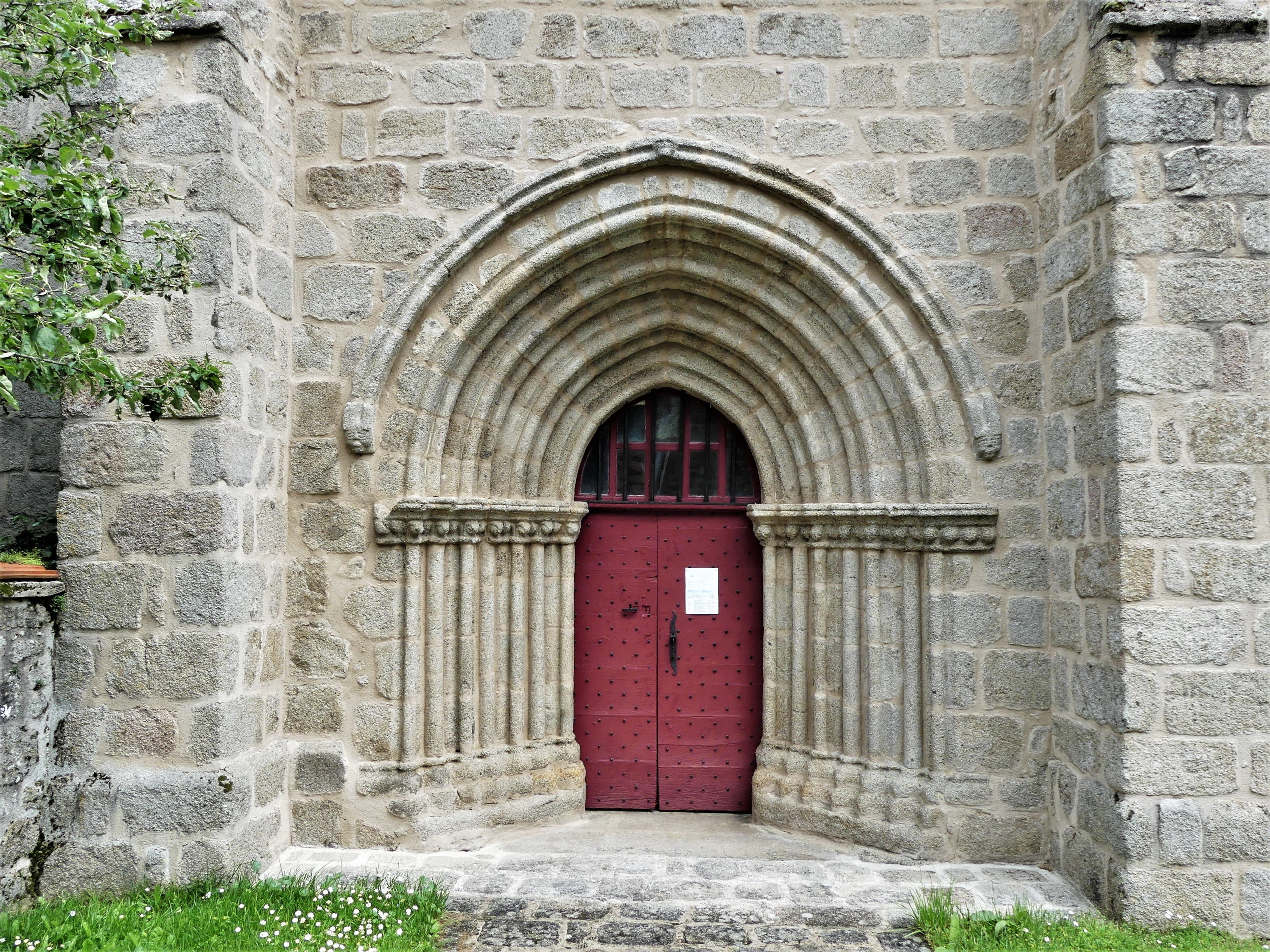
Le portail de l'église.
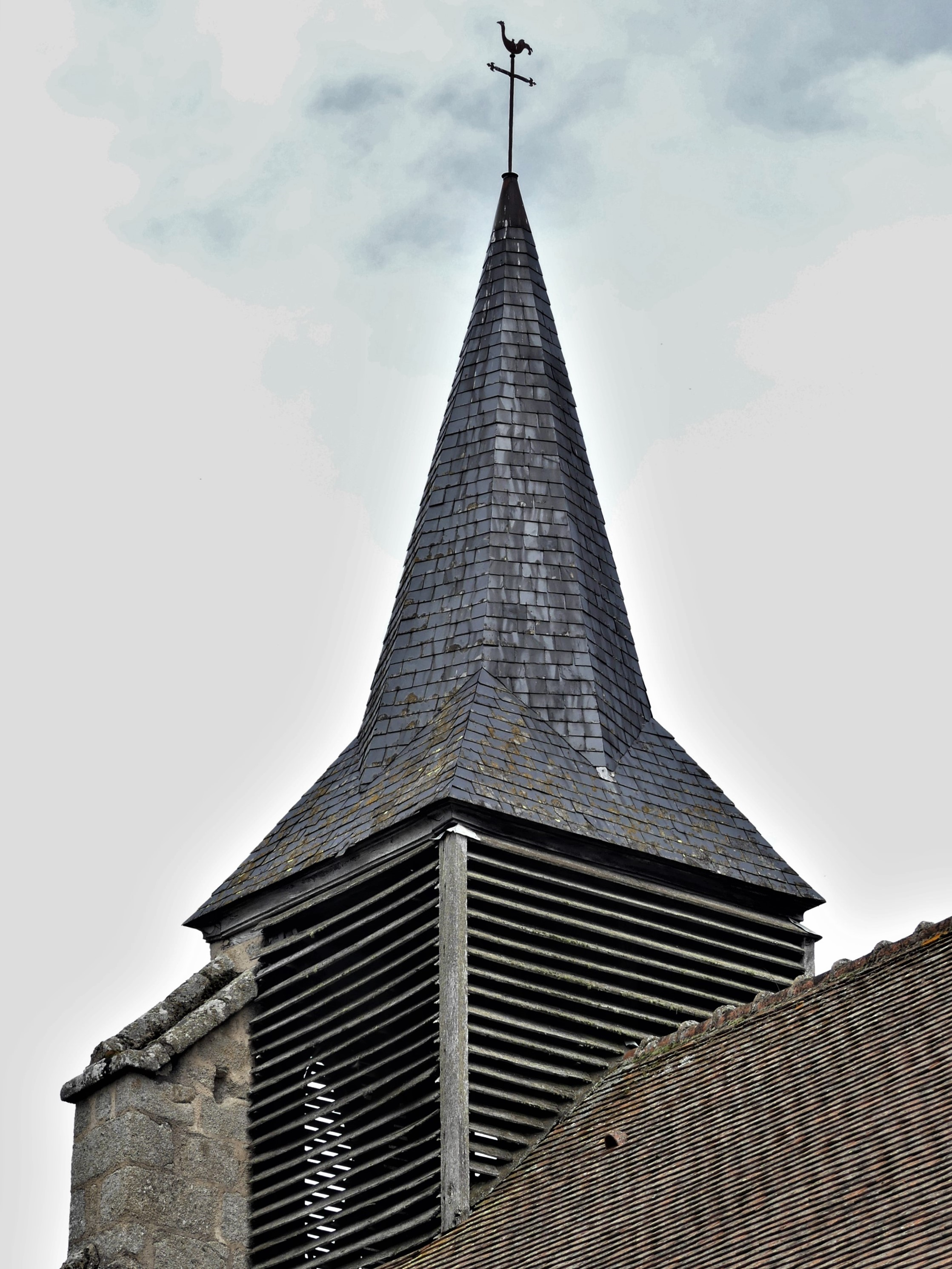
Son clocher.